# 70式野外電話機 JTA-T1
70式野外電話機 JTA-T1（ななまるしきやがいでんわき ジェイティーエーティーワン）は、陸上自衛隊の装備。

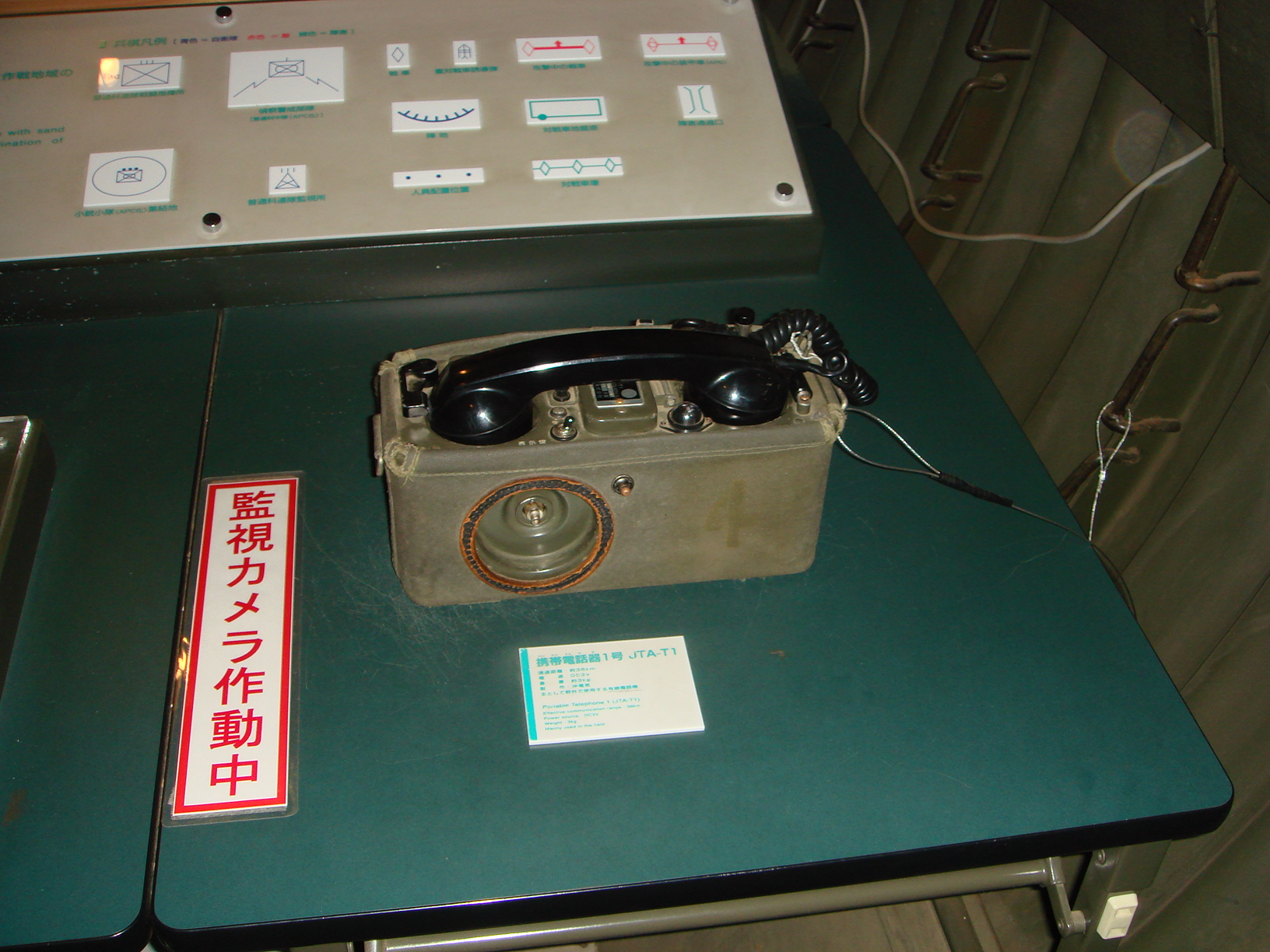
70式携帯電話機1号　JTA-T1

## 諸元
- 通達距離：約36km[1]
- 電源：DC3V（SUM-1×2）[1] 局部電池式
- 重量：約3kg[1]

## 特徴
指揮所内および指揮所間の通話に使用する電話機。電話機と電話機を直接つなぐか、12回線交換機 JSB-22/PTを介して通話を行う。
JTA-T1にはベルはついていなく、呼び出し信号を受けるとハンマーがきょう体内側を直接たたき音を発する。（カタカタカタという音がする。改良型のJTA-T1-Cはベルを内蔵している）
また、防水された構造なので、雨天でも使用可能だが水没には耐えられない。（電池ケースから水が入るため）
相手を呼び出すには内蔵の手回し発電機を回しで呼び出し信号を送る。
各部隊に幅広く配備されているがすでに製造は終了し、一部の部品は入手できないため、後継の野外電話機 JTA-T11に交代しつつある。

## 製作
- 沖電気[1]